# استر تاکوچی
استر تاکوچی (لتونیایی: Estere Sāns؛ زادهٔ ۸ سپتامبر ۱۹۵۳) دانشمند در زمینه علم مواد اهل ایالات متحده آمریکا است.
وی همچنین برندهٔ جوایزی همچون مدال ملی فناوری و نوآوری شده‌است.